# Crystal Nights and Other Stories
Crystal Nights and Other Stories (englisch für Kristallene Nächte und weitere Geschichten) ist eine Sammlung von neun Science-Fiction-Kurzgeschichten des australischen Schriftstellers Greg Egan, veröffentlicht am 30. September 2009 von Subterranean Press. Eine Kurzgeschichte der Sammlung ist in deutscher Übersetzung erschienen.

## Kurzgeschichten
- Lost Continent: Eine Gruppe an Zeitreisenden versucht verzweifelt Asyl zu finden, doch gerät nur in die Wirren der Bürokratie.
- Crystal Nights: Ein Forscher kombiniert die Forschung an künstlicher Intelligenz mit denen der Kristallographie zur Erschaffung einer mikroskopischen Zivilisation.
- Steve Fever: Durch die Verwendung von digitalen Assistenten wird den Menschen zwar das Leben erleichtert, doch es kommt auch zu neuen Konflikten.
- TAP: Durch den Eintritt in eine virtuelle Realität wird eine neue Art der Kommunikation möglich.
- Induction: Zwei Freunde begeben sich als digitale Simulation auf eine interstellare Reise.
- Singleton: Ein Ehepaar entwirft nach einem Schicksalsschlag eine neue Technologie zur Digitalisierung des Gehirns und der Verhinderung alternativer Abläufe der Geschichte.
- Orakel (englisch Oracle): Ein alternativer Ablauf der Geschichte wird vom gewöhnlichen Ablauf kontaktiert und eine Reflexion über Denkprozesse beginnt.
- Border Guards: In einem neu erzeugten Universum denken zwei Spieler nach einem Spiel des neuen Quantenfußball über Unsterblichkeit nach.
- Hot Rock: Zwei Reisende treffen sich auf einem interstellaren Kometen mit ungewöhnlich hoher Temperatur.

## Auszeichnungen
Border Guards war im Jahr 2000 für den Hugo Award für beste Novette und Oracle war im Jahr 2001 für den Hugo Award für beste Novelle nominiert gewesen. Crystal Nights war im Jahr 2002 und Singleton war im Jahr 2008 für den British Science Fiction Association Award nominiert gewesen.

## Kritik
Greg Johnson schreibt auf der SF Site, dass die Sammlung sowohl die besten als auch zugänglichsten Werke von Greg Egan enthalte („represent Egan both at his best, and his most accessible“) und dass er einen Mittelweg zwischen der Komplexität seiner Ideen und genug Geschichte gefunden hat, sodass seine Leser auch in diese als Geschichten investiert sind und diese nicht nur als spekulative Essays über die neusten Erkenntnisse in Kosmologie, Physik oder künstliche Intelligenz verkommen („finds a way to balance the complexity of his ideas with enough story and character for the reader to care about them as stories and not just speculative essays on the latest in cosmology, physics or artificial intelligence research“). Dies zeigt, dass Greg Egan ein wirklich guter Autor sein kann („shows how good a writer Greg Egan can be“).